# あいまいナ!
『あいまいナ!』はTBSにて2010年4月10日（9日深夜）から2011年4月16日（15日深夜）まで放送されたバラエティ番組。

## 概要
山崎弘也（アンタッチャブル）をメインキャストとして、7人の女性レギュラーメンバーが「透明感って何?」「朝イチって何時?」などの日本にはびこる“あいまいナ”ことをはっきり、しっかりしていくというコンセプトのもと、いろいろな企画に挑戦するバラエティ番組。
2012年9月6日1:55 - 2:25に『あいまいナ! 復活記念パーティー』として復活特別番組が放送された。
2013年1月17日1:55 - 2:25に『復活 あいまいナ!』として再び復活特別番組が放送された。

## 出演者

### メインキャスト
- 山崎弘也（アンタッチャブル）

### レギュラー
- 矢口真里　※MC・アシスタント
- 大沢あかね
- 小倉優子
- 里田まい（カントリー娘。）
- 道重さゆみ（モーニング娘。）
- 大島麻衣
- 小森純

### セミレギュラー
- 板橋瑠美
- 川端かなこ
- 鈴木あや
- 高橋真依子
- 手島優
- 中島早貴（℃-ute）
- 細井宏美
- 町田亜里香
- 武藤静香
- 森摩耶

## ネット局
| 放送対象地域 | 放送局               | 放送日時                             | 備考           |
| ------------ | -------------------- | ------------------------------------ | -------------- |
| 関東広域圏   | TBSテレビ （制作局） | 毎週土曜 1:25 - 1:55（毎週金曜深夜） | 初回は2:20開始 |

## 主なスタッフ
- MC：山崎弘也、矢口真里
- 総合演出・作詞家：前島隆昭
- ナレーター・イラスト：まあや
- 作・構成：石津聡、阿部雄一、渡辺賢史、梅田道人、ビル坂恵
- TD：近藤弘志
- VE：對間敏文
- カメラ：熊田毅
- 音声：宮田泰司
- 照明：原昇
- 美術制作：中村嘉邦
- 編集：宮原明男
- 音効：佐藤賢治
- MA：宮沢篤史
- デスク：海老沼彩
- 美術協力：アックス
- 技術協力：オムニバス・ジャパン、DEEP、aLL MIX
- 編成：畠山渉（TBS）
- AD：橋本詳吾、田畑早彩、中川清志、南波真理奈、追川鉄也、神谷浩太郎
- AP：江原里実
- Webディレクター：長谷川審
- ディレクター：阿部さちよ、有田直美、高山賢一、塚本洋史、町田洋昌、加藤浩明
- プロデューサー：角田陽一郎（TBS）、橘昌余／吉松朋（GREE）
- 制作協力：ダイジョブス、ケーテン、トリム
- 制作：goomo
- 製作：TBS

## DVD発売
2011年6月24日　「ギリギリセーフな感じ編」「ビミョーにアウトな感じ編」発売